# Changhe
Changhe, oficialmente Jiangxi Changhe Automobile Co. Ltd., é um fabricante chinês de automóveis, localizado em Jingdezhen, província de Jiangxi.